# Sport Vlaanderen
Sport Vlaanderen (dénommé BLOSO de 1969 à 2015) est une agence publique flamande qui est chargée de la politique sportive dans la Communauté flamande et est établie à Bruxelles.

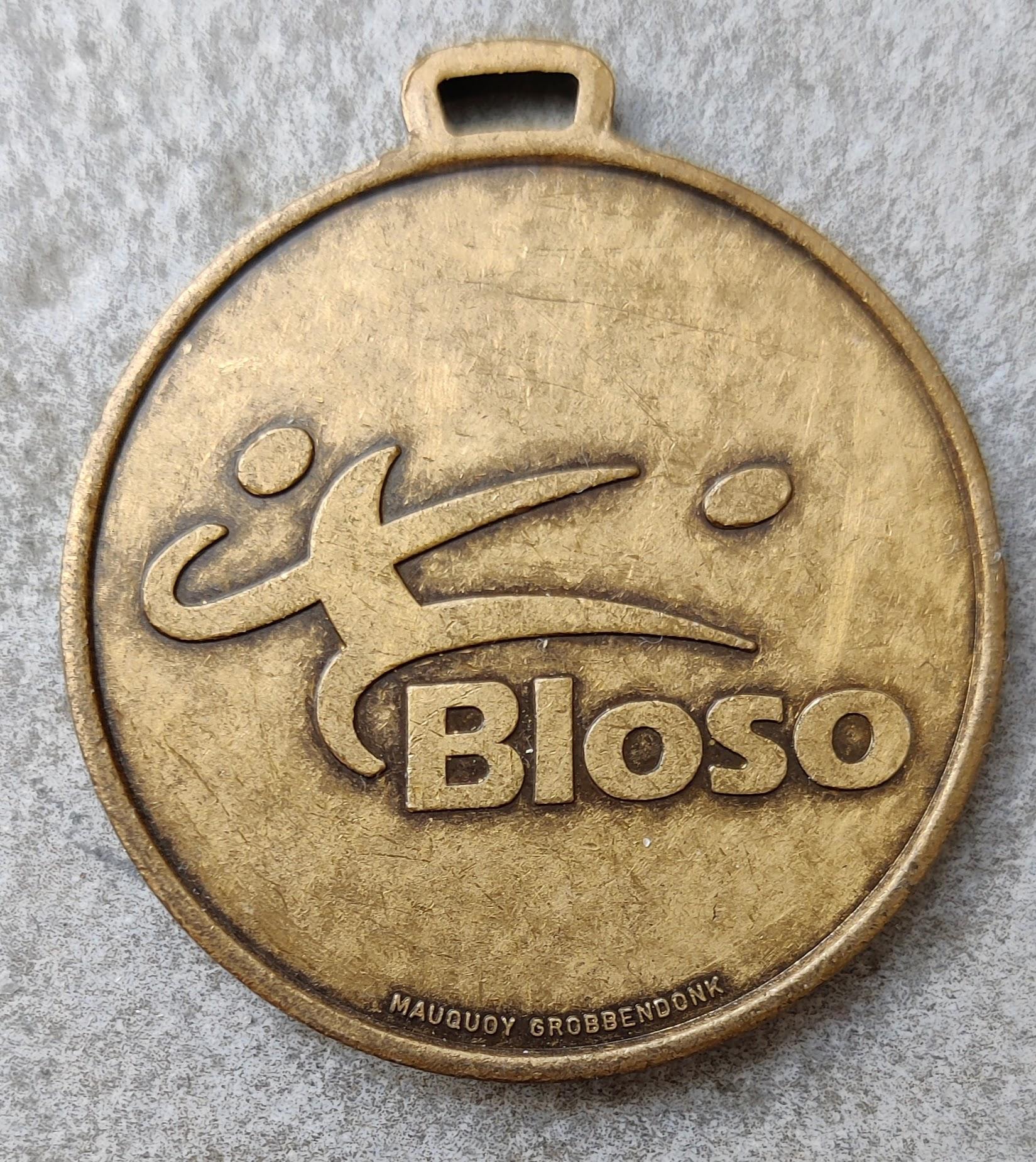
Médaille De Gordel, marquée Bloso.

## Histoire
La politique sportive au niveau belge était gérée depuis 1946 au sein du ministère de la Santé publique par le Service de l'éducation corporelle. En 1956 est créée une entité autonome, l'Institut National pour l'Education Physique et les Sports (INEPS-NILOS), parastatal relevant du ministère de la Santé publique. En 1963 sont créées deux administrations à la place de l'INEPS : le BLOSO du côté flamand (Bestuur voor de Lichamelijke Opvoeding, de Sport en het Openluchtleven - Conseil pour l'éducation physique, le sport et la vie en plein air) et l'ADEPS du côté francophone (Administration de l’éducation physique, du sport et de la vie en plein air). En 1969 est mis un terme à l'administration nationale du sport. 
Le 1er janvier 2016, la dénomination BLOSO est changée en Sport Vlaanderen, et l'agence Sport Vlaanderen reçoit davantage de compétences, qui étaient auparavant gérées par le département de la Culture, de la Jeunesse, des Sports et des Médias.
Sport Vlaanderen et l'ADEPS organisent, chacun sur leur juridiction, l'encadrement de la formation sportive : formation des entraîneurs, des gestionnaires de clubs sportifs, d'animateurs et de fonctionnaires communaux chargés des sports etc.

## Mission
Sport Vlaanderen est responsable pour :
- la formation d'encadrement dans les différentes branches sportives : formation d'entraîneurs, de gestionnaires sportifs, d'instructeurs, de sauveteurs (en piscine), des fonctionnaires communaux, etc. À l'exception de sa propre Vlaamse trainersschool (VTS), Sport Vlaanderen collabore avec les fédérations sportives et établissements scolaires secondaires et universitaires ;
- la soutien financier, l'accompagnement administratif et le contrôle de la politique sportive organisée en Flandre ;
- l'exploitation des centres de Sport Vlaanderen :
  - centres aquatiques: Hofstade (domaine d'Hofstade), Nieuport et Willebroeck ;
  - centres d'équitation : Genk, Waregem et Woumen ;
  - centres omnisports : Brasschaat, Bruges, Blankenberghe, Genk, Gand, Herentals, Hofstade (domaine Hofstade), Oordegem.
  - patinoires : Hasselt, Herentals, Liedekerke.
- l'organisation de camps sportifs ;
- le soutien aux sportifs de pointe ;
- la promotion du sport.